# Skuggkranslav
Skuggkranslav (Phaeophyscia endophoenicea) är en bladlav som först beskrevs av Harm., och fick sitt nu gällande namn av Moberg. Skuggkranslav ingår i släktet Phaeophyscia och familjen Physciaceae.  Arten är reproducerande i Sverige. Inga underarter finns listade i Catalogue of Life. I familjen Physciaceae förekommer både bladlavar och skorplavar, varav sex släkten bladlavar förekommer i Norden: brun franslav, Anaptychia, Heterodermia, Hyperphyscia, kranslavar, Phaeophyscia, rosettlavar, Physcia och dagglavar, Physconia. Tidigare hörde kranslavar, rosettlavar och dagglavar till samma släkte Physcia, men de har av olika anledningar skilts ut. Det finns cirka 30 arter kranslavar i världen, med en vid utbredning.
Skuggkranslaven har en upp till 3 cm stor bål, färgen är gråbrun till mörkbrun (i väta grön), loberna är cirka 2 mm breda. I lobspetsarna och på bålen förekommer läppformade soral. Fruktkroppar, apothecier bildas sällan i Norden och är inte heller vanliga i övriga Europa. Märgen är vit med ett orange pigment i de lägre delarna, som färgas purpur med kaliumhydroxid. En förväxlingsart är kranslav, Phaeophyscia orbicularis, men den har huvudlika soral, märgen är helt vit eller med oranga pigment i de övre delarna.
Skuggkranslav hittar man i skuggiga och fuktiga miljöer, men även i mer öppna miljöer. Den växer på bark av lövträd, huvudsakligen på alm, ask, bok, fläder, hästkastanj och lönn. Barken får inte var för näringsrik. Någon gång kan den även växa på klippor. Arten missgynnas av skogliga åtgärder som förändrar luftfuktigheten på lokalerna. Den är ganska sällsynt och rödlistad som hänsynskrävande i Sverige.
Skuggkranslaven förekommer i Europa och i den asiatiska delen av Ryssland (Sibirien). I Norden är den känd från Danmark, Norge och Sverige. Den svenska utbredningen sträcker sig från Skåne till Värmland och Uppland.